# R. c. Vaillancourt
R. c. Vaillancourt  est un arrêt de principe rendu par la Cour suprême du Canada en 1987 sur la constitutionnalité du concept de « meurtre par imputation » alors au Code criminel. 

## Les faits
Yvan Vaillancourt et un ami prévoyaient de braquer une salle de billard locale. Avant le vol, ils avaient accepté de n'utiliser que des couteaux. Cependant, lorsque son ami s'est présenté pour le vol avec une arme à feu, Vaillancourt lui a fait retirer les balles et les a placées dans son gant. Immédiatement après le vol, Vaillancourt a vu son ami rentrer dans le hall où une bagarre a éclaté entre son ami et un client. À l'issue de cet affrontement, le client a été abattu avec le pistolet de son ami et il est décédé plus tard de ses blessures. Vaillancourt a été rattrapé par la police sur les lieux mais son complice s'est enfui.

Vaillancourt a été accusé de meurtre en vertu de l'art. 213d) (maintenant abrogé) du Code criminel parce qu'il était considéré comme un complice en vertu de l'art. 21(2) C.cr. En vertu de l'article 213(d), une personne utilisant une arme entraînant la mort en commettant un vol qualifié était coupable de meurtre, que la mort soit intentionnelle ou qu'elle sache que la mort était susceptible de se produire. 

« L'homicide coupable est un meurtre lorsqu'une personne cause la mort d'un être humain pendant qu'elle commet ou tente de commettre [un. . .] vol qualifié [. . .] qu'elle ait ou non l'intention de causer la mort d'un être humain et qu'elle sache ou non qu'il en résultera vraisemblablement la mort d'un être humain [. . .] si elle emploie une arme ou l'a sur sa personne pendant ou alors qu'elle commet ou tente de commettre l'infraction [...] et que la mort en soit la conséquence. »

Il a été déclaré coupable par un jury au procès, et la déclaration de culpabilité a été confirmée par la Cour d'appel du Québec.

## Question en litige
La question soumise à la Cour était de savoir si l'article 213 d) C.cr. violait l'article 7 ou l'article 11 d) de la Charte canadienne des droits et libertés.
Vaillancourt a soutenu que c'était un principe de justice fondamentale qu'aucun accusé ne devrait être responsable d'une infraction de meurtre sans démontrer un certain degré de mens rea subjective.

## Jugement de la Cour suprême
La Cour suprême a accueilli le pourvoi de Vaillancourt et a ordonné un nouveau procès. 

## Motifs du jugement
Dans un jugement rédigé par le juge Antonio Lamer et les juges Dickson, Estey et Wilson, la Cour a examiné les éléments de l'infraction ainsi que la peine qui l'accompagne. La punition pour meurtre entraîne automatiquement une peine d'emprisonnement à perpétuité qui produisait une « stigmatisation » sur le délinquant. La culpabilité morale de l'accusé doit être proportionnelle à la peine ; il doit donc y avoir une preuve hors de tout doute raisonnable d'une prévision subjective. Cependant, pour le cas d'espèce, il ne peut y avoir de condamnation sans preuve d'une prévisibilité objective.
La Cour a modifié l'argument de Vaillancourt pour reconnaître que la disposition n'exigeait même pas un élément objectif de faute ; cette exigence est un principe de justice fondamentale. Ainsi, puisque l'article 213d) C.cr. n'exigeait aucune prévision de décès de la victime, il contrevenait à un principe de justice fondamentale et violait donc l'art. 7 de la Charte et ne pouvait être sauvegardé en vertu de l'article 1.

## Faits subséquents

### R. c. Martineau
Dans l'arrêt R. c. Martineau, la Cour suprême a jugé qu'une personne ne peut pas être reconnue de meurtre si elle n'a pas l'intention de causer la mort ou qu'elle sache que son comportement est susceptible de causer la mort. Il faut une mens rea qui reflète la nature particulière du crime.

### Abrogation d'une partie de l'article 229 c) C.cr. et de l'article 230 C.cr.
L'article 229 c) est modifié en 2019 pour retirer « devait savoir »  de la définition de meurtre en raison du jugement d'inconstitutionnalité de Martineau. 
L'article 230 C.cr. est aussi abrogé lors de la réforme du Code criminel 2019 pour les mêmes raisons, car cette infraction punissait de meurtre une personne lorsque cette personne commettait une série d'infractions autres que le meurtre prévues dans la disposition et que le meurtre en résultait.

### Subsistance de l'infraction de meurtre au premier degré par imputation
Toutefois, la notion de meurtre par imputation n'est pas complètement éliminée du Code criminel car le législateur n'a pas abrogé  l'art. 231 (5) C.cr. Cette disposition prévoit le « meurtre au premier degré par imputation » : 

« 231 (5) Indépendamment de toute préméditation, le meurtre que commet une personne est assimilé à un meurtre au premier degré lorsque la mort est causée par cette personne, en commettant ou tentant de commettre une infraction prévue à l’un des articles suivants :
a) l’article 76 (détournement d’aéronef);
b) l’article 271 (agression sexuelle);
c) l’article 272 (agression sexuelle armée, menaces à une tierce personne ou infliction de lésions corporelles);
d) l’article 273 (agression sexuelle grave);
e) l’article 279 (enlèvement et séquestration);
f) l’article 279.1 (prise d’otage). »

Les tribunaux continuent de reconnaître la constitutionnalité de cette disposition. Par exemple, dans l'affaire Tremblay c., R. de 2019, la Cour d'appel du Québec a reconnu un accusé coupable de meurtre au premier degré par imputation en vertu de cette disposition. Bien que selon la preuve, l'accusé n'avait vraisemblablement pas prémédité son crime, il a commis un meurtre après avoir tenté d'agresser sexuellement sa victime et après l'avoir rendue inconsciente en l'assommant d'un coup de poing. Il a donc été trouvé coupable de meurtre au premier degré par imputation.